# Màlie Siri
Màlie Siri (en rus: Малые Сыры) és un poble del krai de Krasnoiarsk, a Rússia, que en el cens del 2010 tenia 38 habitants. Pertany al districte de Balakhtà.